# 超力戰隊王連者 王連VS隱連者
《超力戰隊王連者 王連VS隱連者》（原文：超力戦隊オーレンジャー オーレVSカクレンジャー）。係於日本時間1996年3月8日所發售的V-cinema。

## 概要
榮光的「超級戰隊系列V-cinema」史上第一作。發售當時的系列名稱為「超級戰隊OV系列」。由於為系列首作，故『忍者戰隊隱連者』為唯一在超級戰隊V-cinema系列中只出現一次的戰隊。
在本作中，可以看到劇集中較少看到的鏡頭，如王連者女性成員穿著泳裝，及參謀長、佐助、鶴姬的西部劇扮相。
隱連者的機器人在劇中並未登場，巨大戰都靠著王連者們戰鬥。另外，片頭出現的文字「王連VS隱連者（オーレVSカクレンジャー）」是為本作的副標題。
當初只預定讓佐助和鶴姬登場，所以其他成員出場鏡頭才相對較少，而王連者的國王連者則因演員未參與演出的關係，只以變身後的型態登場。
王連者全部機器人登場與巴卡斯芬特依然健在，而隱連者在最後失去了變身令牌，本作的描寫都與電視版劇集的最終話產生矛盾衝突

## 前提
機械帝國巴拉諾亞派出了機械獸巴拉齒輪以及妖怪揹揹鬼出戰王連者們。
對於妖怪毫無任何作戰經驗的王連者們，三浦參謀長決定請求忍者戰隊隱連者來做這次事件的幫手。

## 登場人物

### 超力戰隊王連者
| 演員       | 角色       | 代號                    | 台配   | 港配 |
| ---------- | ---------- | ----------------------- | ------ | ---- |
| 宍戶勝     | 星野吾郎   | 王紅 （OH Red）         | 梁興昌 |      |
| 正岡邦夫   | 四日世昌平 | 王綠 （OH Green）       | 劉傑   |      |
| 合田雅吏   | 三田裕司   | 王藍 （OH Blue）        | 孫誠   |      |
| 穂高あゆみ | 二條樹里   | 王黃 （OH Yellow）      | 錢欣郁 |      |
| 佐藤珠緒   | 丸尾桃     | 王粉紅（OH Pink）       | 詹雅菁 |      |
| 山口將司   | 力         | 國王連者（King Ranger） | 劉傑   |      |
| 神谷明     | 顏魔人     | 顏魔神 （Ganmajin）     | 梁興昌 |      |

### 忍者戰隊隱連者
| 演員     | 角色          | 代號                   | 台配   | 港配 |
| -------- | ------------- | ---------------------- | ------ | ---- |
| 小川輝晃 | 佐助Sasuke    | 忍者紅（Ninja Red）    | 劉傑   |      |
| 廣瀨仁美 | 鶴姬Tsuruhime | 忍者白（Ninja White）  | 詹雅菁 |      |
| 土田大   | 才藏Saizou    | 忍者藍（Ninja Blue）   | 梁興昌 |      |
| 河合秀   | 晴海Seikai    | 忍者黃（Ninja Yellow） | 孫誠   |      |
| 小杉健   | 自來也Jiraiya | 忍者黑（Ninja Black）  | 林谷珍 |      |

### 戰隊關係者
三浦尚之參謀長｜宮內洋／台配：孫誠 聲
由於此次的敵人有妖怪，參謀長便商請擅於對付妖怪的隱連者出手幫忙。
顏魔神｜神谷明 聲／台配：梁興昌 聲
因小孩們的願望前來援救困在倒塌大樓內的小狗以及阻止王連者金剛和阻絕王者的戰鬥，沒想到卻被操縱著阻絕王者的妖怪‧揹揹鬼嚇到逃走。

### 其他人物
小瞳｜高野蘭／台配：錢欣郁 聲
哲也和友也的姐姐，為了報達王連者援救小狗小小和其他民眾，奮不顧身的誘敵脫離小桃身體，結果反被捉走。
哲也｜伊藤悠昭／台配：詹雅菁 聲
瞳的弟弟，和友也向顏魔人許願援救困在倒塌大樓內的小狗小小。
友也｜厚木拓郎／台配：詹雅菁 聲
瞳的弟弟，和哲也向顏魔人許願援救困在倒塌大樓內的小狗小小。

### 機械帝國‧巴拉諾亞
皇帝‧巴卡斯芬特｜大平透／台配：林谷珍 聲
本作的時間軸設定在阻絕王者、轉輪男孩和顏魔神登場後，但照劇集設定巴卡斯芬特早已戰死，便經由「平行宇宙」的設定而復活。
皇后‧希絲特莉亞｜松島みのり／台配：詹雅菁 聲
皇子‧布魯敦特｜關智一／台配：詹雅菁 聲
執事‧阿恰｜肝村兼太 聲
執事‧寇恰｜安達忍 聲
巴拉齒輪｜仁內建之／台配：劉傑 聲
巴卡斯芬特使用自身的齒輪所製造的機械獸。隱藏在體內大量的「超級齒輪」，不僅能操控各式各樣機械（如王連者金剛的主引擎都能被控制），還能提升巴羅兵的機械性使其戰力強化。最後還承受了王連者們的「超力炸藥攻擊」、「大爆炸破壞砲」以及「巨型車輪」的連續大絕招攻擊，足見其出色的耐久性，但仍不敵究極武器「王連大砲」的驚人威力。
揹揹鬼｜安西正弘／台配：劉傑 聲
布魯敦特將超自然現象與機械科學結合而製作的妖怪。具有隱形以及能吸收敵方攻擊，再將攻擊反彈回去的特殊能力。這能力讓王連者金剛和其他機器人的攻擊完全失效，使得王連者們陷入苦戰。但是光線等以外的攻擊不能接收，強力的物理性攻擊是其弱點。另外，亦有著扮演著小丑的人類型態（中川素州飾）。相當愛好女色，會拉開嘴上的拉鍊，伸出那又長又黏的舌頭汲取年輕女性的生命能量。
揹揹齒輪｜仁內建之‧安西正弘 聲
巨大化後的巴拉齒輪與揹揹鬼的合體型態。因為持有揹揹鬼的能力，所以能吸收掉雙重封鎖斬擊的能量。王連者金剛、紅色拳擊手、阻絕王者三架機器人將轉輪男孩（車輪型態）以不停地傳接的方式，將揹揹齒輪搞得暈頭轉向之後，再由阻絕王者使出與轉輪男孩的聯合技「炸藥轉輪」順利擊敗揹揹齒輪。

## 裝備‧戰力

### 登場機械
王連者金剛
紅色拳擊手
王之破壞者
阻絕王者
轉輪男孩
國王金字塔

## 幕後人員
- 製作：渡邊亮徳
- 製作人：吉川進、鈴木武幸、髙寺成紀、加藤和夫
- 原作：八手三郎
- 連載：テレビマガジン、てれびくん、テレビランド
- 監督：東條昭平
- 脚本：曽田博久
- 音楽：横山菁兒、川村榮二
- 撮影：いのくままさお
- 動作監督：山岡淳二
- 製作：東映、東映錄像